# Epamera iaspis
Epamera iaspis är en fjärilsart som beskrevs av Druce 1890. Epamera iaspis ingår i släktet Epamera och familjen juvelvingar. Inga underarter finns listade i Catalogue of Life.